# ع. پاشایی
عسکری پاشایی معروف به ع. پاشایی (زادهٔ ۱۳۱۸ ساری) نویسنده، مترجم، شاعر و شرق‌شناس ایرانی است. او، طبق وصیت احمد شاملو، سرپرستی آثار او را به همراهی آیدا سرکیسیان برعهده دارد. پاشایی تا کنون ترجمه آثار متعددی در حوزه فرهنگ، فلسفه و دین را به انجام رسانده. مانند "هندوئیسم"، "تاریخ فلسفه چین" و "آیین بودا". از این رهگذر پاشایی یکی از پرکارترین مترجمان تاریخ معاصر ایران است.

## تألیف
- بودا (زندگی بودا، آیین اوِ، و انجمن رهروان او)، انتشارات نگاه معاصر، تهران، ویراست سوم، ۱۳۸۳
- ذن چیست؟، قم، انتشارات ادیان
- پژوهشی در سوره نیلوفر، انتشارات فراروان
- راه آیین (دَمّه پَدَه)، انتشارات نگاه معاصر

## ترجمه
از نمونه ترجمه‌های ع. پاشایی می‌توان به این موارد اشاره کرد:
- تاریخ تمدن (به همراه گروه مترجمان)، اثر ویل دورانت، انتشارات علمی فرهنگی.
- هایکو شعر ژاپنی از آغاز تا امروز به همراه احمد شاملو، نشر چشمه.
- سخن بودا، اثر نیانه تی لوکا
- ماه نو و مرغان آواره، اثر رابیندرانات تاگور
- ذن در هنر کمانگیری، اویگِن هریگِل، انتشارات فراروان
- بی‌دلی در ذن، د.ت. سوزوکی، به همراه نسترن پاشایی، مرکز مطالعات و تحقیقات ادیان و مذاهب
- دائو ده جینگ، لائوزه، انتشارات نگاه معاصر
- چنین گوید او، بودا (ایتی‌ووُتّکه، متن کهن بودایی)، ۱۳۸۳، قم، مرکز مطالعات و تحقیقات ادیان و مذاهب
- گارگری و معماری بودایی، روبرت فیشر، چاپ دوم ۱۳۹۰، تهران، فرهنگستان هنر
- تاریخ فلسفهٔ چین، چو جای و وینبرگ جای، چاپ سوم ۱۳۸۶، تهران، نشر نگاه معاصر.

## پی‌نوشت
1. ↑  «او کی یو ئه: نقاشی‌های چاپ چوبی از مجموعهٔ دکتر جهان کازرونی، (مترجم) عباس حسینی، (زیر نظر) ع. پاشایی، تهران: چاپ و نشر نظر، ۱۳۸۸». بایگانی‌شده از اصلی در ۲۶ ژانویه ۲۰۱۸. دریافت‌شده در ۱۴ ژوئن ۲۰۱۱.
2. ↑  «پروردن دل بودایی، نیکیو نیوانو، ع. پاشایی، قم: نشر ادیان، ۱۳۸۹». بایگانی‌شده از اصلی در ۲۶ ژانویه ۲۰۱۸. دریافت‌شده در ۱۴ ژوئن ۲۰۱۱.
3. ↑  «نسخه آرشیو شده». بایگانی‌شده از اصلی در ۱۸ آوریل ۲۰۱۸. دریافت‌شده در ۱۸ آوریل ۲۰۱۸.
4. ↑  «Pendar.net - پیام «آیدا شاملو» در پیوند با درگذشت سیاوش شاملو». بایگانی‌شده از اصلی در ۲۳ مه ۲۰۰۹. دریافت‌شده در ۲۷ ژوئیه ۲۰۰۹.